# ビューティフル/愛する or die
「ビューティフル/愛する or die」(ビューティフル/あいする・オア・ダイ)は、日本のロックバンド、毛皮のマリーズの1枚目のシングルである。2008年12月3日発売。発売元はJESUS RECORDS。

## 収録曲
作詞・作曲・編曲：志磨遼平
1. ビューティフル[3:49]
2. 愛する or die[2:19]
3. 宗教[3:20]

## 収録アルバム
- オリジナル『Gloomy』（2009年4月8日）
※Raw Ver.